# Террі Ґетеркоул
Террі Ґетеркоул (англ. Terry Gathercole, 25 листопада 1935 — 30 травня 2001) — австралійський плавець.
Призер Олімпійських Ігор 1960 року, учасник 1956 року.
Переможець Ігор Співдружності 1958 року.